# 14.° Premios CANACINE
La 14.ª edición de los Premios CANACINE, otorgados por la Cámara Nacional de la Industria Cinematográfica y del Videograma de México, se celebró el 7 de diciembre del 2017 en el Hotel Hyatt Regency dentro del salón Regency Ball en la Ciudad de México, para reconocer las mejores producciones cinematográficas nacionales durante el 2017.
| Predecesor: 13.° edición 2016 | Premios CANACINE 14.° edición 2017 | Sucesor: 15.° edición 2018 |

## Nominados y ganadores
Indica el ganador en cada categoría.
| Categoría                  | Nominados y ganadores                                                           |
| -------------------------- | ------------------------------------------------------------------------------- |
| Mejor Película             | Las hijas de Abril                                                              |
| Mejor Película             | 3 idiotas                                                                       |
| Mejor Película             | ¿Cómo cortar a tu patán?                                                        |
| Mejor Película             | Hazlo como hombre                                                               |
| Mejor Película             | Me gusta pero me asusta                                                         |
| Mejor Película             | Mientras el lobo no está                                                        |
| Mejor Director             | Michel Franco - Las hijas de Abril                                              |
| Mejor Director             | Daniel Castro Zimbrón - Las tinieblas                                           |
| Mejor Director             | Joseph Hemsani — Mientras el lobo no está                                       |
| Mejor Director             | Julián Hernández Pérez — Yo soy la felicidad de esté mundo                      |
| Mejor Director             | Issa López — Vuelven                                                            |
| Mejor Director             | Jack Zagha Kababie - Almacenados                                                |
| Mejor Director             | Trisha Ziff – El hombre que vio demasiado                                       |
| Mejor Actriz               | Mariana Treviño - ¿Cómo cortar a tú patán?                                      |
| Mejor Actriz               | Diana Bovio - 1974:La posesión de Altair                                        |
| Mejor Actriz               | Arcelia Ramírez — Verónica                                                      |
| Mejor Actriz               | Karla Souza — Todos queremos a alguien                                          |
| Mejor Actriz               | Emma Suárez — Las hijas de Abril                                                |
| Mejor Actor                | Mauricio Ochmann - Hazlo como hombre                                            |
| Mejor Actor                | Horacio García Rojas - La carga                                                 |
| Mejor Actor                | Hoze Meléndez — Almacenados                                                     |
| Mejor Actor                | José Carlos Ruiz — Almacenados                                                  |
| Mejor Actor                | José María Yazpik — Todos queremos a alguien                                    |
| Mejor Campaña Publicitaria | Hazlo como hombre - Cinépolis Distribución Mientras el lobo no está - Videocine |
| Mejor Campaña Publicitaria | ¿Cómo cortar a tú patán? - Videocine                                            |
| Mejor Campaña Publicitaria | 3 Idiotas - Videocine                                                           |
| Mejor Campaña Publicitaria | Me gusta pero me asusta - Diamond Films                                         |
| Mejor Promesa Femenina     | Ana Valeria Becerril - Las hijas de Abril                                       |
| Mejor Promesa Femenina     | Ana Brenda Contreras - El que busca encuentra                                   |
| Mejor Promesa Femenina     | María Evoli - Tenemos la carne                                                  |
| Mejor Promesa Femenina     | Miranda Kay - Mientras el lobo no está                                          |
| Mejor Promesa Femenina     | Minnie West - Me gusta pero me asusta                                           |
| Mejor Promesa Masculina    | Alejandro Speitzer - Me gusta pero me asusta                                    |
| Mejor Promesa Masculina    | Enrique Arrizon - Las hijas de Abril                                            |
| Mejor Promesa Masculina    | Luis de la Rosa - Mientras el lobo no está                                      |
| Mejor Promesa Masculina    | Alan Ramírez - Yo soy la felicidad de esté mundo                                |
| Mejor Promesa Masculina    | Francisco Rueda - Sopladora de hojas                                            |
| Mejor Película Animada     | Isla calaca - Ánima Estudios                                                    |
| Mejor Película Documental  | El hombre que vio demasiado                                                     |
| Mejor Película Documental  | Aquí sigo                                                                       |
| Mejor Película Documental  | Made in Bangkok                                                                 |
| Mejor Película Documental  | Plaza de la Soledad                                                             |
| Mejor Película Documental  | Tempestad                                                                       |